# 空中客车A300
空中巴士A300（英語：Airbus A300）是歐洲空中巴士飛機公司設計生產的一種中短程廣體客機，1972年開始投入生產，於2007年7月宣佈停產并正式被中长程的空中客车A330-200替代，7月12日將最後一架飛機交貨給聯邦快遞。

## 介紹
A300是繼波音747，麥道DC-10和洛歇L-1011后第四款投入商业运营的宽体客机，也是空客及世界上第一架雙引擎廣體客機，亦是空中巴士第一款投入生產的客機。當初設計為單一艙等最多可載客300人，因此命名為「A300」。憑著A300的成功，空中巴士以此為基礎發展出改良型A310，以及新型的A330和A340。
A300的出現激發了波音公司研製767和777客機，並且為雙發延程飛行鋪平了道路。

## 技術

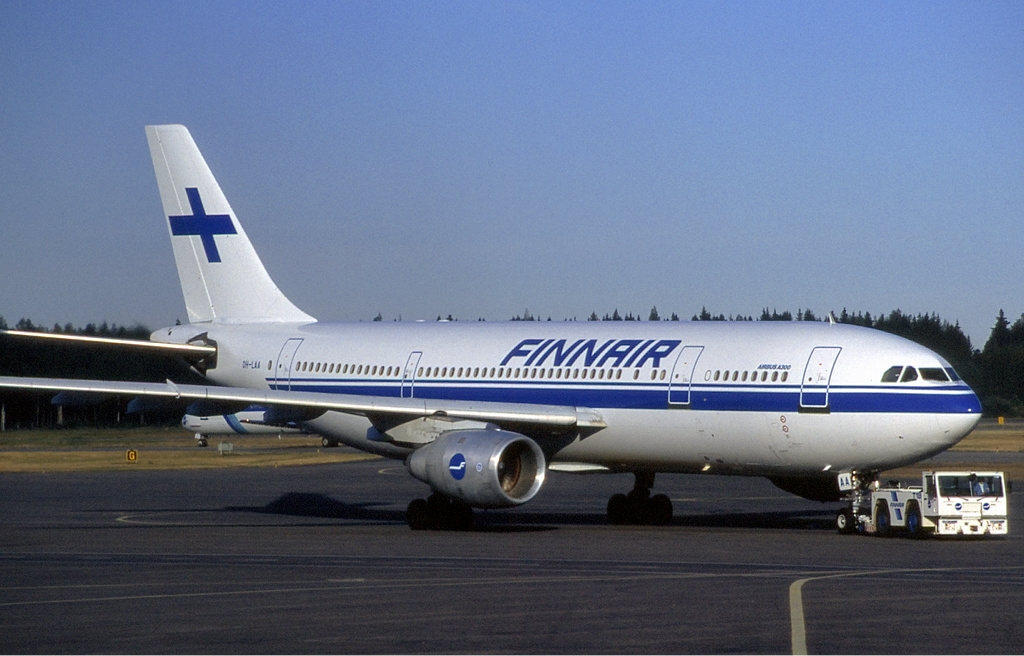
芬蘭航空的A300B4-203FF，A300早期型號不設翼尖小翼

A300是空中巴士研製的第一種正面迎向美國波音公司和美国麦克唐纳-道格拉斯公司競爭的幹線客機，為此空中巴士公司在研製中採用了當時最新的技術，包括從協和飛機移植過來的技術。A300客機於1974年投入航行，其相當先進的特色深深影響了亞音速客機的設計，主要技術特色有：
- 德哈維蘭公司設計的先進機翼（後來改由英國宇航公司設計）
  - 首次在客机上采用超临界机翼设计
  - 先進的飛行控制空氣動力性
- 222英寸（約5.64公尺）直徑的圓形截面機身，這個寬度足以容納8張座椅和兩條走道，貨艙可以並排放下LD3標準集裝箱，而且比波音747安排更緊湊，空間利用率更高。此機身截面成為空中巴士往後機種的標準截面，除A320、A350XWB和A380以外的其他所有型號空中巴士客機均採用這一尺寸的截面。廣體圓形的機身截面後來又被用於波音777客機。
- 經過輕量化處理的金屬框架結構
- 飛行操控高度的自動化，機師在緊急情況下才需以手動控制
- 第一架具有風切變（wind shear）保護功能的客機
- 先進的自動飛行系統可以適應從起飛到著陸的全部過程
- 全電子傳控刹車系統（brake-by-wire）

後來的A300s（B4型及以后）又引進了其他的先進特性：
- 業內首次實現雙人機組，由自動飛行系統取代飛航工程師的工作（應加鲁达印度尼西亚航空（Garuda Indonesia）的要求，由時任印尼科技部長的優素福·哈比比（Jusuf Habibie）提出）
- 玻璃駕駛艙（glass cockpit）飛行儀錶系統
- 廣泛應用複合材料
- 透過燃料來控制飛機重心

以上這些特點，使得A300成為三發寬體客機如麥道DC-10和洛克希德L-1011的最佳替代機型。在早期生產版本中，空中巴士公司甚至使用了和DC-10相同的發動機和主要系統，許多亞洲的航線接受了這一设计，使用A300s作為三發寬體飛機的補充。

## 服役期

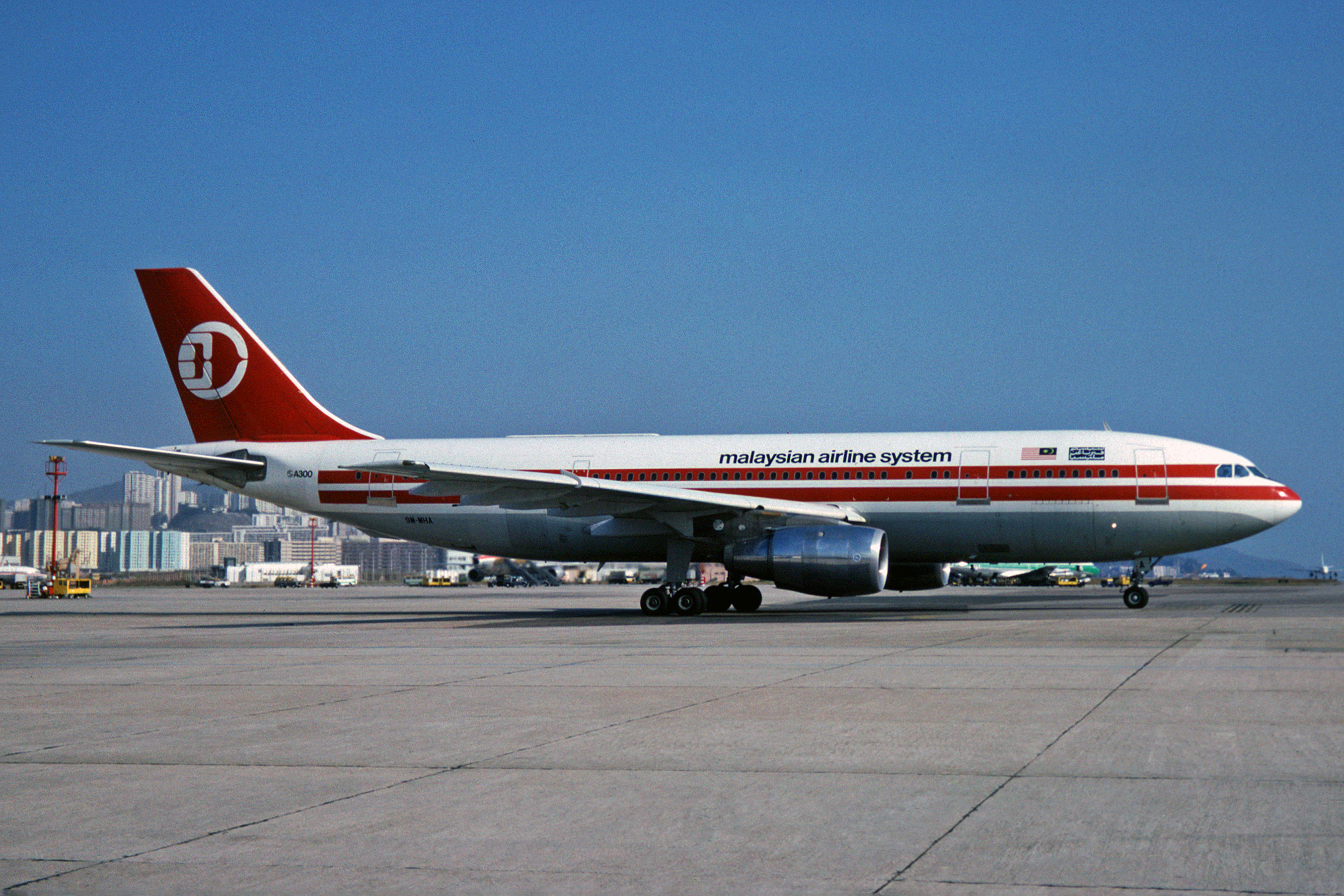
马来西亚航空的空客A300

在投入市場初期，由於不是當時流行的機型，A300的銷售弱勢持續了多年，大部分訂單都是來自於生產飛機的本地國家，如法國航空公司和漢莎航空公司。在一段時期，空中巴士公司甚至有16架造好但是沒有买家的“白尾”（飛機垂直尾翼沒有航空公司的標誌）的A300閒置在停機坪上。此外，空中巴士亦曾於1973年，打算將A300發展為空中加油機，以尋求此型號飛機的軍用訂單，但最後不果。
1977年美國的大客戶東方航空租借了4架A300s作為試航考驗，隨後訂購了23架A300，從此A300系列客機開始熱賣，直到現在一共有561架訂貨或已交付。
亞洲的航空公司對A300特别青睐，日本佳速航空、泰國航空、新加坡航空、馬來西亞航空、印尼加魯達航空、中華航空、巴基斯坦航空、環澳航空和許多其他航空公司紛紛開始搶購。由於亞洲不受美國聯邦航空管理局（FAA）“60分鐘雙發延程飛行”規定的限制，亞洲的航空公司使用A300作為穿越孟加拉灣和南中國海航線的客機，澳大利亚航空則把他用於橫越澳大利亚大陸的航線上。到1981年，空中巴士迅速發展，賣出300架客機，意向訂貨200架，其客機參與了40多條航線運營。這一事實使得波音公司不得不以波音767來應對订单不断被夺走的销售危机。
A300為空中巴士公司提供了在競爭中製造和銷售大型客機的經驗。A300的機身後來又有加長型（A330和A340）、縮短型（A310），或者改造為特殊用途機種（例如A300-600ST「大白鯨」）。
A300的出現及後來的熱賣激起波音公司開發「7X7」（即767）計劃，以爭奪因為石油危機而開始熱絡的雙引擎廣體客機市場。767客機在市場上普遍比A300受航空公司歡迎，因為767的航程比A300來得高。767的延程型（767-200ER及767-300ER型）甚至可以由臺灣橫跨太平洋至洛杉磯，及由莫斯科不停站直航香港等，這是A300未能达到的水平。可是在2007年前的貨機市場中，A300F卻比767F暢銷，因為A300的機艙截面比767寬，足以每排可容納兩個寬體機慣用的LD3貨箱；反之，767貨機由於宽度不足，只可容納每排兩個窄體機常用的LD2貨箱，放不下兩個LD3貨箱，然而由於波音767F比起A300F更適合中低運量的中程/跨大陸航線，加上大運量長航程的波音777F和中運量長航程的波音767-300ERBCF的陸續推出使得A300F在貨運量和航程上均處於相對尷尬的位置，加上A300在2007年全面停產而767F至今仍在生產等一系列不利因素，最終使得767F在長期銷量上仍遠勝於A300F。
A300-600R是A300系列最後一個產品，已通過了180分鐘雙發延程飛行，最高續航力可達7,500公里。
現在A300已經停產，並把發展的中心放在以改造成貨機為主要市場。但在波音777F和A330-200F推出后，许多航空公司决定取消A300改装计划反而去订购777F与A330-200F，同时也刺激不少航司退役A300F并用777F与A330-200F取代。

## 型號

### 主要型号

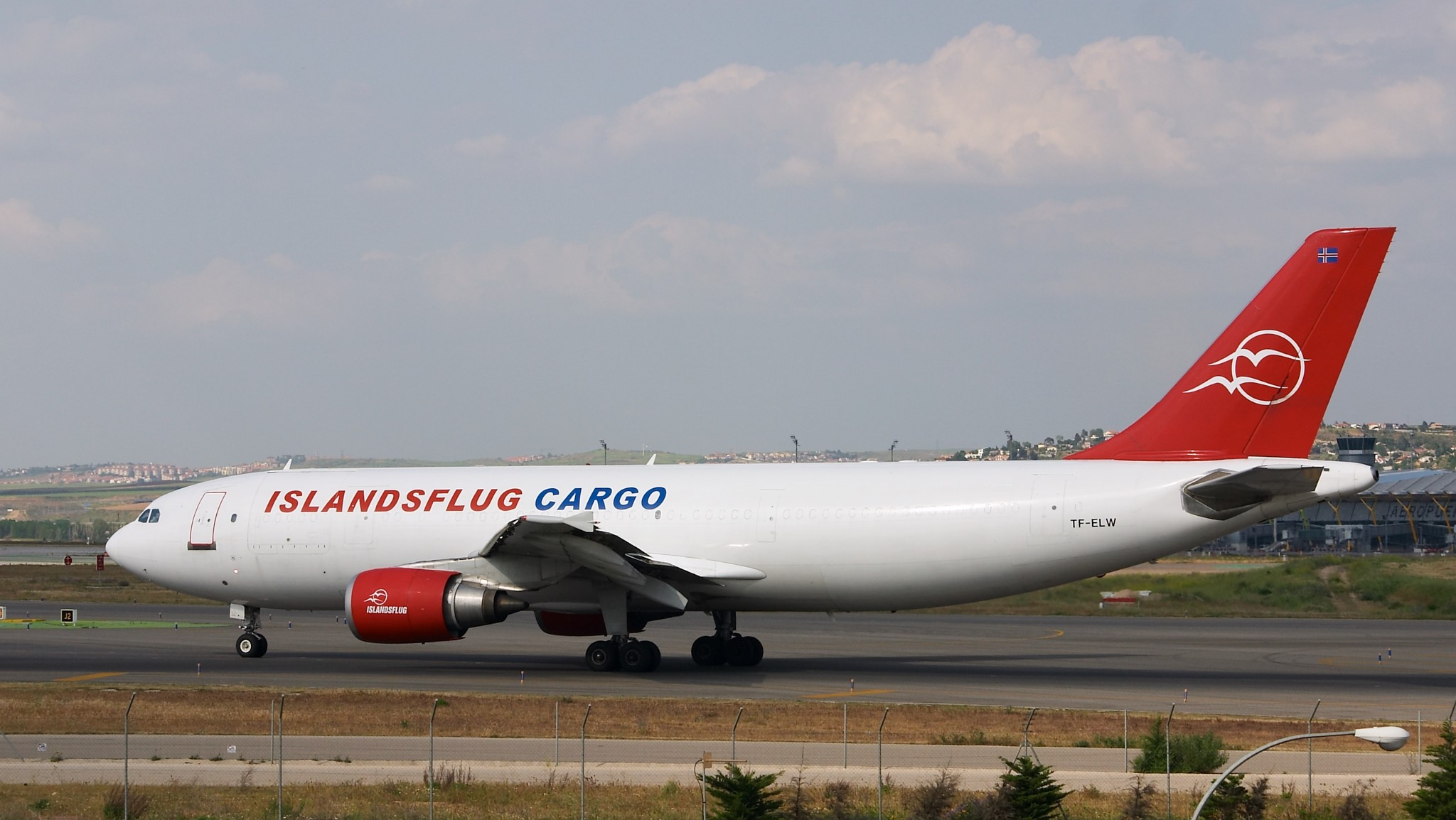
Airbus A300C4-605R

- A300B1 只製造了兩架：第一架為原型機，第二架後來轉售予跨歐航空。載客259名，最大起飛重量132公吨，兩台通用電氣公司CF6-50A發動機，推力220 kN。兩者分別於1978及2003年被拆解。
- A300B2：
  - A300B2-100 第一種量產型號。机身较A300B1延长了2.6米。在1974年5月23日由法国航空首次投入航線。
  - A300B2-200 首个使用克鲁德襟翼的版本，同时最大起飞重量由-100的137公吨增加到142公吨。首架飞机于1976年交付南非航空。
  - A300B2-320 在-200的基礎上改用普惠JT9D-59A的版本。首架飛機於1980年交付北歐航空。
  - A300B2K-C3 日本专供版本，启动用户为東亞國內航空（即后来的日本佳速航空）。
- A300B4：
  - A300B4-100 首个B4系列的生产型号，基於B2-200，但最大起飞重量由B2-200的142公吨增加到157.5公吨，且加入了B-320所採用的普惠JT9D-59A引擎作為額外引擎選項。
  - A300B4-200 在-100的基础上将最大起飞重量由157.5公吨增加到165公吨。
    - A300C4-200 -200的客货混用版本，首架于1982年交付南非航空。
    - A300F4-200 -200的货运版本。

  - A300B4-600 通常稱作A300-600。為A300B4首個機身加長型號，同時機尾也改用了A310的後部機身和油箱設計以增加客舱面积，在引擎选项上则改为更有效率的通用电气CF6-80引擎普惠JT9D-7R4H1引擎，并加入了翼尖小翼。駕駛艙也改為了更先進的兩人制玻璃化座艙設計。于1983年首飞，并在之后交付沙特阿拉伯航空。
    - A300C4-600 -600的客货混用版本，只有普惠PW4000引擎选项。
    - A300F4-600 -600的货运版本。
    - A300B4-600R 远程版本的-600，相比于-600增加了一个油箱，普惠引擎的选项亦改为更先进的PW4056/58引擎。首架于1988年交付美国航空。从1989年起，-600R成为A300中唯一还在生产的型号。2002年11月，随着最后一架-600R交付日本佳速航空（后并入日本航空），A300客机版本正式停产。
    - A300C4-600R -200的客货混用版本。
    - A300F4-600R -600R的货运版本。

有關A300的後續延伸機型A300B10、A300B9和A300B11，詳見空中客車A310、空中客車A330和空中客車A340。

### 其他型号
- A300-600ST 以A300-600R為基礎建造的大白鯨貨機，是空中巴士在80年代初用於取代自成立以來使用由波音377改裝而來的大肚魚貨機（SUPER GUPPY），其主翼、下部中段機艙都是來自A300-600R，但其它部分均為重新設計，垂直尾翼來自A340。主艙內部寬7米，有效長度37.3米，主艙門為上掀式設計。大白鯨貨機一共生產了5架，全部屬於空中巴士旗下的國際運輸公司ATI。首架大白鯨貨機于1996年交付，其餘4架則在1996-2001年期間陸續交付使用。第二代大白鲸货机将由A330-700L代替。

## 性能規格
| 機型                                 | A300B4                           | A300-600R                       | A300-600F                       |
| ------------------------------------ | -------------------------------- | ------------------------------- | ------------------------------- |
| 2級座位配置                          | 266                              | 266                             | N/A                             |
| 長度                                 | 54.10米（177英尺5英寸）          | 54.10米（177英尺5英寸）         | 54.10米（177英尺5英寸）         |
| 翼展                                 | 44.8米（147英尺1英寸）           | 44.8米（147英尺1英寸）          | 44.8米（147英尺1英寸）          |
| 高度                                 | 16.5米（54英尺3英寸）            | 16.5米（54英尺3英寸）           | 16.5米（54英尺3英寸）           |
| 最大客艙寬度                         | 5.28公尺                         | 5.28公尺                        | 5.28公尺                        |
| 機身直徑                             | 5.64公尺                         | 5.64公尺                        | 5.64公尺                        |
| 空重                                 | 90,060公斤（198,132磅）          | 90,900公斤（200,000磅）         | 81,900公斤（180,700磅）         |
| 最大起飛重量                         | 165,000公斤（364,980磅）         | 171,700（378,500磅）            | 170,500公斤（375,100磅）        |
| 起飛所需跑道長度（於最大起飛重量時） | n/a                              | 2324公尺                        | 2324公尺                        |
| 巡航速率                             | 0.78馬赫                         | 0.78馬赫                        | 0.78馬赫                        |
| 最高速率                             | 0.86馬赫                         | 0.86馬赫                        | 0.86馬赫                        |
| 满載航距                             | 6,670（3,600海里）               | 7,540（4,070海里）              | 4,850（2,620海里）              |
| 最大载油量                           | 62,900公升（16,600美制加侖）     | 68,150公升（18,000美制加侖）    | 68,150公升（18,000美制加侖）    |
| 發動機                               | 通用电气CF6-50C2 或 普惠JT9D-59A | 通用电气CF6-80C2 或 普惠 PW4158 | 通用电气CF6-80C2 或 普惠 PW4158 |
| 機師數                               | 3                                | 2                               | 2                               |
| 乘客                                 | N/A                              | 361人                           |                                 |

### 各次型使用引擎
| 次型        | 首飞时间 | 引擎                             |
| ----------- | -------- | -------------------------------- |
| A300B2-100  | 1974     | 通用电气CF6-50A                  |
| A300B2-201  | 1975     | 通用电气CF6-50C                  |
| A300B4-103  | 1979     | 通用电气CF6-50C2                 |
| A300B4-120  | 1979     | 普惠JT9D-59A                     |
| A300B2-320  | 1980     | 普惠JT9D-59A                     |
| A300B2-203  | 1980     | 通用电气CF6-50C2                 |
| A300B4-203  | 1981     | 通用电气CF6-50C2                 |
| A300B4-220  | 1981     | 普惠JT9D-59A                     |
| A300B4-601  | 1988     | 通用电气CF6-80C2A1               |
| A300B4-603  | 1988     | 通用电气CF6-80C2A3               |
| A300B4-620  | 1983     | 普惠JT9D-7R4H1                   |
| A300B4-622  | 2003     | 普惠PW4158                       |
| A300B4-605R | 1988     | 通用电气CF6-80C2A5               |
| A300B4-622R | 1991     | 普惠PW4158                       |
| A300F4-605R | 1994     | 通用电气CF6-80C2A5 或CF6-80C2A5F |
| A300F4-622R | 2000     | 普惠PW4158                       |
| A300C4-605R | 2002     | 通用电气CF6-80C2A5               |

## 機型特征
採用帶有翼翹的後掠式下單翼；
兩台位於翼下的通用電氣公司CF6-80C2或普惠公司PW4000渦輪風扇發動機；
後掠式垂直尾翼和下翼水平尾翼；
寬體機身

## 事故
- 1983年12月18日，馬來西亞航空684號班機，一架空中巴士A300B4-120在接近吉隆坡梳邦國際機場15號跑道時因機組人員失誤導致可控飛行撞地（CFIT）[3]。雖然機上247名乘客和機組人員全數平安及安全撤離，但該A300起火燃燒並被燒毁。
- 1986年10月26日，泰國國際航空620號班機，一架註冊編號HS-TAE的空中巴士A300B4-120在日本高知縣土佐灣上空發生爆炸，造成機艙減壓，最後於大阪國際機場緊急降落，全機247人生還但造成109人受傷。
- 1988年7月3日：伊朗航空655號班機，一架A300B2-203型客機在波斯灣上空被美軍戰艦誤認為是敵機擊落，全機290人罹難。
- 1992年9月28日，巴基斯坦國際航空268號班機，一架A300B4-203型客機因機長判斷錯誤過早降落，在尼泊爾特里布万国际机场墜毀，全機167人死亡。[4]
- 1994年4月26日，中華航空140號班機，一架A300-600R型客機在日本名古屋國際機場（今名古屋飛行場）降落時墜毀，機上僅有7人生還，264人死亡。失事原因是因為駕駛員與機上電腦的操控權衝突。
- 1994年8月10日：大韓航空2033號班機，一架A300B4-622R型客機於濟州機場降落時因惡劣天氣及正副駕駛意見不一，結果衝出跑道並著火，無人死亡。
- 1994年12月24日：法國航空8969號班機，一架A300B2-1C型客機在阿爾及利亞被4名武裝份子劫機，最後導致3名乘客遇害，4名劫機者最後亦被法國國家憲兵干預隊全數射殺。
- 1997年9月26日：加魯達航空152號班機，一架A300B4-220型客機在印尼棉蘭國際機場附近因能見度差墜毀，全機234人無一生還。
- 1998年2月16日：中華航空676號班機，一架A300-600R型客機在中正國際機場（今台灣桃園國際機場）降落時失速墜毀於機場旁邊，機上全數196人及地面6人罹難。
- 1998年11月2日：中國東方航空515號班機，一架A300B4-605R在上海虹桥国际机场起飛後前起落架左輪突然脫落，飛機紧急迫降虹橋機場，索幸機上87名乘客和15名機組人員無一死傷。[5][6]
- 1999年12月24日，印度航空公司814號班機，一架註冊編號VT-EDW的A300B2-101型客機在印度上空被劫機，該機先後被劫持前往拉姆達斯梓斯里大師國際機場（英语：Sri Guru Ram Dass Jee International Airport）丶阿拉馬·伊克巴勒國際機場及杜拜Al Minhad Air Base（英语：Al Minhad Air Base），最終在坎大哈國際機場降落，除一名乘客因被劫機者刺傷失救致死外，其餘包括劫機者在內共190人生還。 VT-EDW已於2001年退役。
- 2000年2月2日，一架洛歇C-130大力士型運輸機在伊朗梅赫拉巴德國際機場起飛時撞及一架被拖車牽引著的空載伊朗航空的A300B2-203型客機，C-130上的8人全數罹難，拖車上的司機亦受傷。
- 2001年11月12日，美國航空587號班機，一架A300-600型客機在紐約甘迺迪國際機場起飛後，因方向舵應付尾波亂流而過度使用，最後整塊脫落並導致客機失控墜毀於皇后區，260人全部罹難。
- 2003年11月22日：DHL貨機巴格達遇襲事件，一架A300在伊拉克巴格達國際機場起飛後被遊擊隊擊中，飛機瞬間失去控制液壓，機組人員（駕駛員Eric Genotte，機長Steeve Michielson和隨機工程師Mario Rofail）發現後打開起落架來增加阻力，他們只能依靠兩台發動機操縱飛機，最後他們以最小的額外傷害迫降著陸成功。
- 2010年4月14日，聯盟貨運航空322號班機（英语：AeroUnion Flight 302）一架A300B4-203F在墨西哥蒙特雷機場降落時墜毀，7人（機上五名機組人員及地面2人）罹難[7]。
- 2013年8月14日，UPS航空1354號班機，一架A300F4-622R在美國阿拉巴馬州伯明罕－沙特爾斯沃思國際機場進場時墜毀，正副駕駛罹難[8][9]。

## 參看
| 相關內容   | 相關內容                                                                  |
| ---------- | ------------------------------------------------------------------------- |
| 開發計畫   | 空中巴士“大白鯨”                                                          |
| 同級別飛機 | 波音767 - 伊尔86                                                          |
| 設計系列   | A220 - A300 - A310 - A320 - A320Neo - A330 - A330Neo - A340 - A350 - A380 |
| 相關列表   | 民航飛機 - 飛行器                                                         |

## 外部連結
- 空中巴士A300-600的方向舵問題 （页面存档备份，存于）